# Francine Shapiro
Francine Shapiro (* 18. Februar 1948 in Brooklyn, New York City; † 16. Juni 2019) war eine US-amerikanische Literaturwissenschaftlerin, Psychologin und Begründerin von EMDR (Eye Movement Desensitization and Reprocessing), einem psychotherapeutischen Verfahren.

## Biografie
Francine Shapiro wurde als Tochter eines Mechanikers und Taxiunternehmers, Daniel Shapiro, und seiner Frau Shirley, in Brooklyn, New York, geboren. Sie hatte einen Bruder und zwei Schwestern, ihre Schwester Debra starb mit neun Jahren, als Francine Shapiro 17 Jahre alt war.

## Beruflicher Werdegang
Nach dem Master-Abschluss ihres Literatur-Studiums am Brooklyn College arbeitete Francine Shapiro als High-School-Lehrerin mit dem Fach Englisch in Brooklyn. Während eines Sabbaticals von der Schule arbeitete sie als Assistentin an der New York University (NYU) und begann eine Dissertation im Fach Englische Literatur. Nach einer erfolgreichen Krebsbehandlung zog sie um nach San Diego, Kalifornien. Dort war sie zunächst Direktorin des Human Development Instituts und der Seminarfirma MetaVox und publizierte in diesem Zusammenhang zunächst einen Artikel zu Augenbewegungen aus dem Blickwinkel des NLP. Danach immatrikulierte sie sich als Promotionsstudentin an der Professional School for Psychological Studies in San Diego, Kalifornien, im Fach Klinische Psychologie. 1988 wurde sie dort promoviert mit einer Arbeit zum Thema „Efficacy of the multi-saccadic movement desensitization technique in the treatment of post-traumatic stress disorder“, in der sie mit je einer Sitzung Augenbewegungs-Stimulation erfolgreich N = 22 Probandinnen nach Kriegstraumatisierung oder sexuellem Missbrauch behandelt hatte. 1988 begann sie mit Vorträgen zu dieser Methode, 1989 wurde sie Mitarbeiterin am Mental Research Institute, und 1990 begann sie mit der Ausbildung in der dann in EMD (für Eye Movement Desensitization) umbenannten Methode für Angehörige von Gesundheitsberufen. 1991 benannte Shapiro die Therapiemethode endgültig in EMDR um und gründete das EMDR Institute in Watsonville, Kalifornien. 1995 wurde ihr Lehrbuch „Eye Movement Desensitization and Reprocessing: Basic Principles, Protocols and Procedures“ erstmals veröffentlicht.

## Funktionen
- Senior Research Fellow im Mental Research Institute, Palo Alto CA
- Executive Director des EMDR Institute in Watsonville CA
- Gründerin und President Emeritus des EMDR Humanitarian Assistance Programs

## Auszeichnungen
- 1993: Distinguished Scientific Achievement in Psychology Award (presented by the California Psychological Association)[9]
- 1996: Award honoring Humanitarian Assistance (EMDR International Association)
- 2002: Internationaler Sigmund-Freud-Preis für Psychotherapie

## Schriften (Auswahl)
- Efficacy of the eye movement desensitization procedure in the treatment of traumatic memories. 1989: Journal of Traumatic Stress Studies 2: S. 199–233
- Eye Movement Desensitization and Reprocessing: Basic Principles, Protocols, and Procedures. New York 1995. ISBN 1-57230-672-6
- (deutsche Ausgabe:) EMDR – Grundlagen und Praxis. Handbuch zur Behandlung traumatisierter Menschen. Paderborn: Junfermann 1998. Zweite überarbeitete Auflage 2013: ISBN 978-3-87387-873-0.
- EMDR and the anxiety disorders. 1999: Journal of Anxiety Disorders 13: S. 35–67
- mit M.F. Solomon, R.J. Neborsky, L. McCullough, M. Alpert, D. Malan: Short-Term Therapy for Long-Term Change. New York 2001
- (Hg.) EMDR as an Integrative Psychotherapy Approach: Experts of diverse orientations explore the paradigm prism, Washington: APA 2002. ISBN 1-55798-922-2
- (gemeinsam mit M. S. Forrest) EMDR: The Breakthrough Therapy for Overcoming Anxiety, Stress and Trauma, NY 1997. ISBN 0-465-04301-1
- (deutsche Ausgabe:) EMDR in Aktion. Paderborn: Junfermann 1998.
- Handbook of EMDR and Family Therapy Processes. New Jersey 2007. ISBN 0-471-70947-6
- Getting past your past
  - (deutsche Ausgabe:) Frei werden von der Vergangenheit. Trauma-Selbsthilfe nach der EMDR-Methode. Aus dem Amerikan. von Karin Petersen. Kösel, München 2013, ISBN 978-3-466-30986-3